# パトリック・オブライアン

パトリック・オブライアン

パトリック・オブライアン（Patrick O'Brian、1914年12月12日- 2000年1月2日）は、イギリスの小説家、翻訳家、伝記作家。本名、リチャード・パトリック・ラス (Richard Patrick Russ)。ドイツ系イギリス人の父とアイルランド系イギリス人の母の間に生まれる。12歳より執筆活動を始める。トルストイ一族のメアリ・トルストイと結婚し、ロシア・イギリスの歴史家ニコライ・トルストイを継子とした。ニコライは継父の死後、その伝記を書いた。
当初は本名で執筆していたが、1945年にパトリック・オブライアンに正式に改名した。この頃は時代小説や海洋冒険小説の執筆、シャルル・ド・ゴールやピカソの伝記などフランス書籍の翻訳をこなした。
1970年より「英国海軍の雄 ジャック・オーブリー（オーブリー&マチュリンシリーズ）」を執筆開始。1997年ダブリン大学より名誉文学博士。オーブリー&マチュリンシリーズが未完のまま2000年に没し、2004年に書き終えた原稿の一部が「ジャック・オーブリーの最後の未完の船旅」として出版された。2003年にはシリーズ10作目となる『南太平洋、波瀾の追撃戦』がピーター・ウィアー監督によって『マスター・アンド・コマンダー』（Master and Commander: The Far Side of the World）として映画化されている。

## 主な著書
邦訳されているのは「英国海軍の雄 ジャック・オーブリー（オーブリー&マチュリンシリーズ）」のみである。
舞台はナポレオン戦争期、イギリス海軍のジャック・オーブリーとカタロニア育ちのアイルランド人医師で博物学者でもあるスティーブン・マチュリンの友情を描く。人物の性格描写は複雑で、一面的ではない。19世紀初頭の生活や文化、海軍や帆船に関する知識が豊富で、専門用語が多用される。海洋冒険小説とはいうもののスパイ小説のような駆け引きや陸上での描写も多く、扱う話題は幅広い。